# Beneixida
Beneixida és un municipi del País Valencià, que es troba a la comarca de la Ribera Alta.
Limita amb Alcàntera de Xúquer, Gavarda i Castelló (a la mateixa comarca); i amb Xàtiva i la Llosa de Ranes (a la comarca de la Costera).

## Geografia
Està ubicat en la subcomarca de la vall de Càrcer, pertanyent a la comarca de la Ribera Alta. Banyada pel riu Xúquer, Beneixida està situada una zona plana i fèrtil, on el punt més elevat és la zona de la Venda de Carbonell.

## Història
Es trobaren restes de l'època romana en la partida de la Falquia; Alqueria islàmica, a la qual els àrabs anomenaren Benigida, amb la conquesta passà a la família Despuig i, posteriorment als comtes d'Albalat. Lloc de moriscs, el 1510 tenia 96 cases i el 1609, en tenia 22. Despoblat després de l'expulsió, el 1663 tenia 40 cases. Va sofrir els efectes del terratrèmol del 1748 i de la riuada del Xúquer del 1864. Va ser una de les poblacions més greument afectades per la pantanada de 1982, fins a l'extrem que va haver de ser reconstruïda a un nou emplaçament més alt; on està ubicada actualment.

## Demografia
| 1990 | 1992 | 1994 | 1996 | 1998 | 2000 | 2002 | 2004 | 2006 | 2007 |
| ---- | ---- | ---- | ---- | ---- | ---- | ---- | ---- | ---- | ---- |
| 576  | 499  | 695  | 647  | 651  | 625  | 588  | 609  | 656  | 670  |

## Economia
El seu reduït terme, tan sols 3,4 km², està íntegrament dedicat a l'agricultura, fonamentalment a la taronja i al kaki. Segons Cavanilles, el 1795 produïa blat, arròs, vi, oli, garrofes, seda, dacsa i hortalisses.

## Política i Govern

### Composició de la Corporació Municipal
El Ple de l'Ajuntament està format per 7 regidors. En les eleccions municipals de 26 de maig de 2019 foren elegits 4 regidors del Partit Socialista del País Valencià (PSPV-PSOE), 2 de Ciutadans - Partit de la Ciutadania (Cs) i 1 d'Aportem Beneixida (APTB).
| Eleccions municipals de 26 de maig de 2019 - Beneixida                                                                        |                                          |                                     |                                     |      |          |          |
| Candidatura | Candidatura                              | Candidatura                         | Cap de llista                       | Vots | Vots     | Regidors |
| | Partit Socialista del País Valencià-PSOE |                                     | Begoña Lluch Gómez                  | 225  | 48,91%   | 4 (-2)   |
| | Ciutadans - Partit de la Ciutadania      |                                     | Juan Manuel Baides Roxo             | 116  | 25,22%   | 2 (+2)   |
| | Aportem Beneixida                        |                                     | Pere Gisbert Taberner               | 107  | 23,26%   | 1 (+1)   |
| | Vots en blanc                            |                                     |                                     | 5    | 1,09%    |          |
| Total vots vàlids i regidors                                                                                                  | Total vots vàlids i regidors             | Total vots vàlids i regidors        | Total vots vàlids i regidors        | 460  | 100 %    | 7        |
| | Vots nuls                                | Vots nuls                           | Vots nuls                           | 7    | 1,50%    |          |
| Participació (vots vàlids més nuls)                                                                                           | Participació (vots vàlids més nuls)      | Participació (vots vàlids més nuls) | Participació (vots vàlids més nuls) | 467  | 85,37%** |          |
| Abstenció | Abstenció                                | Abstenció                           | Abstenció                           | 80*  | 14,63%** |          |
| Total cens electoral | Total cens electoral                     | Total cens electoral                | Total cens electoral                | 547* | 100 %**  |          |
| Alcaldessa: Begoña Lluch Gómez (PSPV) (15/06/2019) Per majoria absoluta dels vots dels regidors                               |                                          |                                     |                                     |      |          |          |
| Fonts: JEC, JEZ Xàtiva, M. Interior, Periòdic Ara. (* No són vots sinó electors. ** Percentatge respecte del cens electoral.) |                                          |                                     |                                     |      |          |          |

### Alcaldes
Des de 2019 l'alcaldessa de Beneixida és Begoña Lluch Gómez del Partit Socialista del País Valencià (PSPV-PSOE).
| Període                       | Alcalde o alcaldessa                              | Partit polític                                                           | Data de possessió     | Observacions               |
| ----------------------------- | ------------------------------------------------- | ------------------------------------------------------------------------ | --------------------- | -------------------------- |
| 1979–1983                     | Heliodoro Chordá Torres                           | GIB                                                                      | 19/04/1979            | --                         |
| 1983–1987                     | Nazario García Juan                               | PSPV-PSOE                                                                | 28/05/1983            | --                         |
| 1987–1991                     | Nazario García Juan                               | PSPV-PSOE                                                                | 30/06/1987            | --                         |
| 1991–1995                     | Nazario García Juan                               | PSPV-PSOE                                                                | 15/06/1991            | --                         |
| 1995–1999                     | Vicent Roig Alventosa / José Martín Sales Penalba | IPB / APB                                                                | 17/06/1995 04/02/1998 | Pacte de Govern IPB+APB -- |
| 1999–2003                     | José Martín Sales Penalba                         | UV                                                                       | 03/07/1999            | --                         |
| 2003–2007                     | José Martín Sales Penalba                         | IPB: Independents per Beneixida APB; Agrupació Progressista de Beneixida | 04/07/2003            | --                         |
| 2007–2011                     | Eva Maria Roig Tortosa                            | PSPV-PSOE                                                                | 16/06/2007            | --                         |
| 2011–2015                     | Eva Maria Roig Tortosa                            | PSPV-PSOE                                                                | 11/06/2011            | --                         |
| 2015–2019                     | Eva Maria Roig Tortosa                            | PSPV-PSOE                                                                | 13/06/2015            | --                         |
| 2019-2023                     | Begoña Lluch Gómez                                | PSPV-PSOE                                                                | 15/06/2019            | --                         |
| Des de 2023                   | Begoña Lluch Gómez                                | PSPV-PSOE                                                                | 17/06/2023            | --                         |
| Fonts: Generalitat Valenciana |                                                   |                                                                          |                       |                            |

## Monuments
- Església del poble vell (ara ermita del Roser). Construïda en el segle xvii, dedicada a la verge de l'Assumpció. Després de la Pantanada de Tous de 1982 va ser consagrada com a ermita del Roser. Es troba al poble vell.
- Restes arqueològiques. Les úniques restes dignes d'esment són les trobades en l'oliveral de Poveda, en la partida de la Falquia. Es tracta d'unes galeries subterrànies d'època romana tardana.

## Festes i celebracions
El 22 de febrer es celebra l'aniversari de l'aprovació del projecte del trasllat de Beneixida a la seua nova ubicació. El 20 d'octubre es celebra la commemoració de la Pantanada de Tous, que es celebra el diumenge més pròxim amb una romeria al poble vell, on es realitza una missa a l'Ermita del Roser i un esmorzar típic.
Finalment, cap a l'última setmana d'agost, es celebren les Festes patronals, dedicades als patrons del municipi: el Santíssim Crist de la Salut, La nostra Senyora de l'Asunción i Sant Isidre Labrador.